# Morteza Darban
Morteza Darban is een Iraans schaker met een FIDE-rating van 2397 in 2005 en 2328 in 2016. Hij is, sinds 2007, een Internationaal Meester (IM). 
In september 2005 speelde hij mee in het toernooi om het kampioenschap van Iran en eindigde hij met 8.5 punt uit 11 ronden op de tweede plaats. 
In november 2014 eindigde hij als vijfde bij het 6e Lian Open toernooi, met 7 pt. uit 9.